# Американец в Риме
«Американец в Риме» (итал. Un americano a Roma) — итальянский комедийный фильм 1954 года, снятый режиссёром Стено. Фильм является сатирой на американизацию. Альберто Сорди исполнил главную роль — молодого итальянца Нандо Морикони, который одержим всем американским и мечтает уехать в США, из-за чего постоянно попадает в нелепые ситуации. В этом образе Сорди уже появлялся в предыдущем фильме Стено, «Один день в суде», но там роль была второстепенной. Фильм стал дебютом в кино для швейцарской актрисы Урсулы Андресс, которая исполнила эпизодическую роль.
Фильм является одной из классических итальянских кинокомедий. Образ Нандо в бейсболке, с кислой миной поедающего спагетти, стал одним из наиболее узнаваемых в творчестве Альберто Сорди.

## Сюжет
Молодой римлялин Нандо Морикони считает себя американцем и мечтает о том, чтобы переехать в Канзас-Сити. Он носит джинсы и бейсболку, смотрит вестерны, стараясь подражать их героям, постоянно использует в своей речи английские фразы (часть которых вовсе не английские, а придуманная самим Нандо тарабарщина), хочет есть только американскую еду — кукурузные хлопья с кетчупом (но всё-таки от них с отвращением отказывается и возвращается к любимым маминым спагетти).
Нандо пытается сделать актёрскую карьеру и выступает в театре в сценическом образе Санти Бэйлора, «итальянского Джина Келли», но его шоу оборачивается провалом и увольнением. В отчаянии Нандо забирается на Колизей и угрожает убить себя, если ему не помогут отправиться в Америку. Пока герой проводит часы на вершине памятника, в форме флэшбеков показываются его прошлые злоключения. Наконец к Колизею приезжает американский посол, который обещает Нандо выполнить его требования. Но когда герой спускается вниз, посол набрасывается на него, поскольку неделей ранее он попал в аварию из-за Нандо, изображавшего американского шерифа и занимавшегося регулировкой движения. Вместо желанного Канзаса герой попадает на больничную койку.

## В ролях
- Альберто Сорди — Нандо Морикони
- Мария-Пиа Казилио — Эльвира, девушка Нандо
- Джулио Кали — отец Нандо
- Анита Дуранте — мать Нандо
- Урсула Андресс — Астрид (в титрах не значится)